# 多様性・公平性・包括性

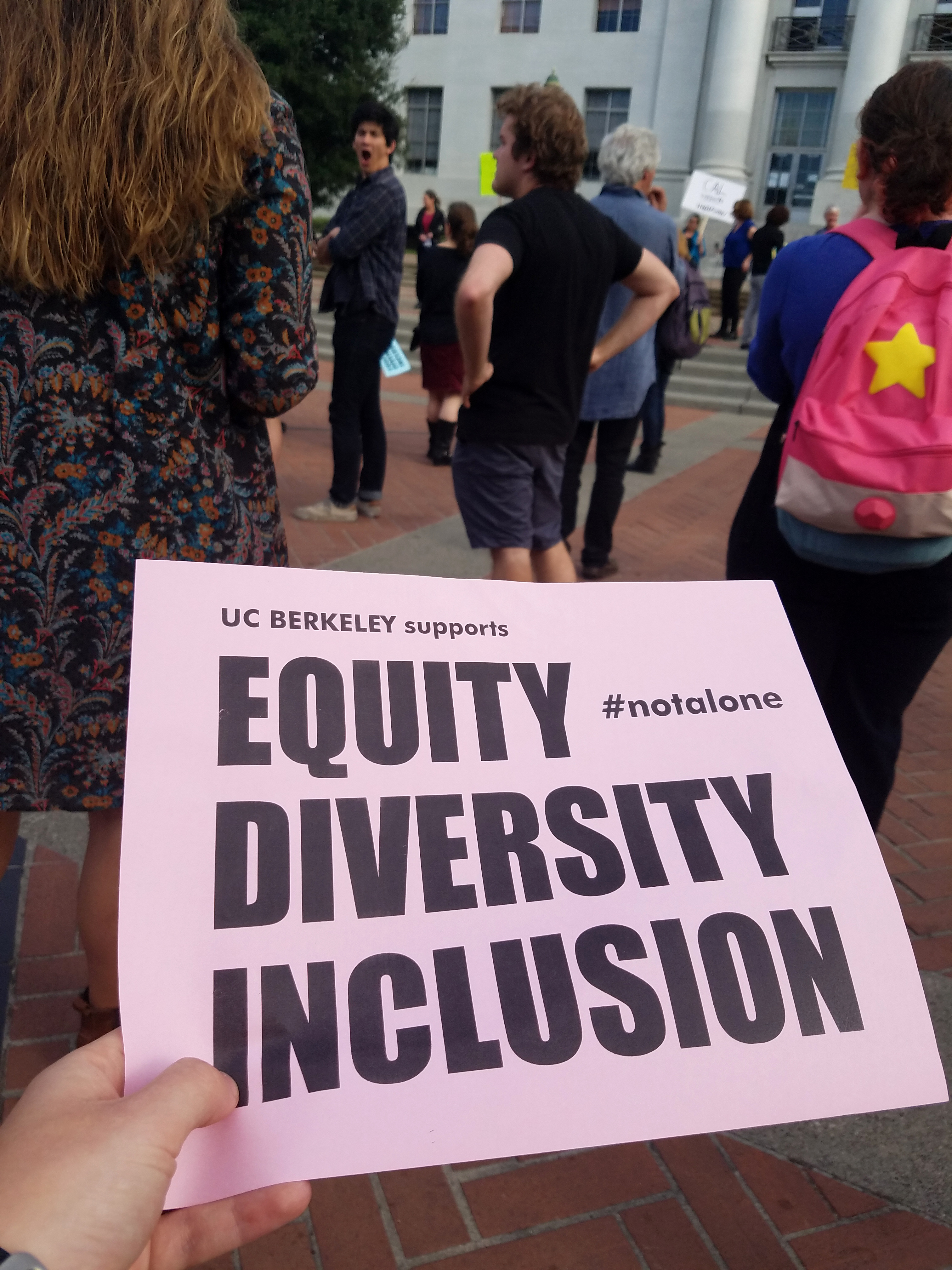
公平性、多様性、包括性をサポートするチラシ（2016年）

多様性、公平性、包括性（たようせい、こうへいせい、ほうかつせい）またはダイバーシティ、エクイティ、インクルージョン（英語: diversity, equity, and inclusion、DEI、DE&I）は、すべての人々、特に歴史的に過小評価されてきたグループやアイデンティティや障害に基づいて差別を受けてきたグループのフェアな扱いと完全な参加を促進するための組織的なフレームワークである。

## 解説
これら3つの概念（多様性、公平性、包括性）は、合わせて、組織がDEIフレームワークを通じて制度化しようとしている「3つの密接に結びついた価値観」を表現している。場合によってはダイバーシティとインクルージョンを切り離すべきだと考える専門家もいる。主にイギリスなどでは、一部の枠組みで「公平（equity）」の概念を平等（equality）に置き換えて、平等性、多様性、包括性（equality, diversity, inclusion、EDI）という表現を使用している。その他のバリエーションとしては、diversity, equity, inclusion and belonging、DEIB（多様性、公平性、包括性、帰属意識）、inclusion and diversity、I&D（ダイバーシティとインクルージョン）、justice, equity, diversity and inclusion、JEDIまたはEDIJ（正義、公平、多様性、包括性）、diversity, equity, inclusion and accessibility、IDEA、DEIA、DEAI（多様性、公平性、包括性、アクセシビリティ）などがある。
「多様性（ダイバーシティ）」とは、組織的な職場の中に、アイデンティティやアイデンティティ政治などの意味でさまざまな種類の人が存在することを意味する。アイデンティティとしては、ジェンダー、民族性、性的指向、障害、年齢、文化、社会階級、宗教、意見などが含まれる。
「公平性（エクイティ）」とは、公平な報酬や実質的な平等など、公平性と正義の概念を意味する。より具体的には、公平性には通常、社会的格差や資源の配分へ焦点を当てることが含まれ、「歴史的に不利な立場にあった集団に意思決定権限を与えること」や、「その人固有の状況を考慮して、最終的な結果が平等になるようにするため、個人に応じて扱いを調整すること」も含まれる。
「包括性（インクルージョン）」とは、帰属意識と一体感という意味で「すべての従業員が自分の声を聞いてもらえていると感じる」経験を生み出す組織文化を構築することを意味する。
DEIという言葉は、ダイバーシティ研修などの特定の「トレーニング」の取り組みを説明するために最も頻繁に使われる。DEIは企業研修の一形態として最もよく知られているが、学術団体、学校、病院などのさまざまな種類の組織内でも導入されている。 長期的な持続性の観点から、DEIはESG（環境・社会・ガバナンス）の1つの要素としても捉えらている。
近年、DEIの取り組みや政策が批判を受けており、その中にはダイバーシティ研修などのDEIのツールの特定の有効性に向けられたもの、言論の自由や学問の自由への影響、さらには政治的または哲学的な理由によるより広範な批判もある。
2024年以降、アメリカ大統領選挙にてDEIに批判的なドナルド・トランプが当選したことやDEIそのものが逆差別だとして、一部の保守系活動家がDEIを推進している企業の不買運動を行っていることなどを受けて、メタやアマゾン、マクドナルド、ウォルマート、フォード・モーターなどがDEIの施策を縮小または取りやめを行っている。日本企業でもトヨタ自動車や日産自動車が同様の見直しを行っていることが報じられている。その一方でコストコホールセールやAppleのようにDEIの施策を継続することを表明している企業も存在する。
2025年1月20日にはトランプが大統領に就任し、その日のうちにジョー・バイデン前大統領による大統領令13985号などDEI政策を定めた命令を撤廃する大統領令（大統領令14148号）に署名。翌日、連邦政府人事管理局はDEI関連の業務にあたる職員に行政休暇を取得させることを通知。関連部署やウェブサイトは閉鎖された。

### 一次情報源
- Robinson, Jo Ann, ed. Affirmative action: a documentary history (2001)